# Tumbler

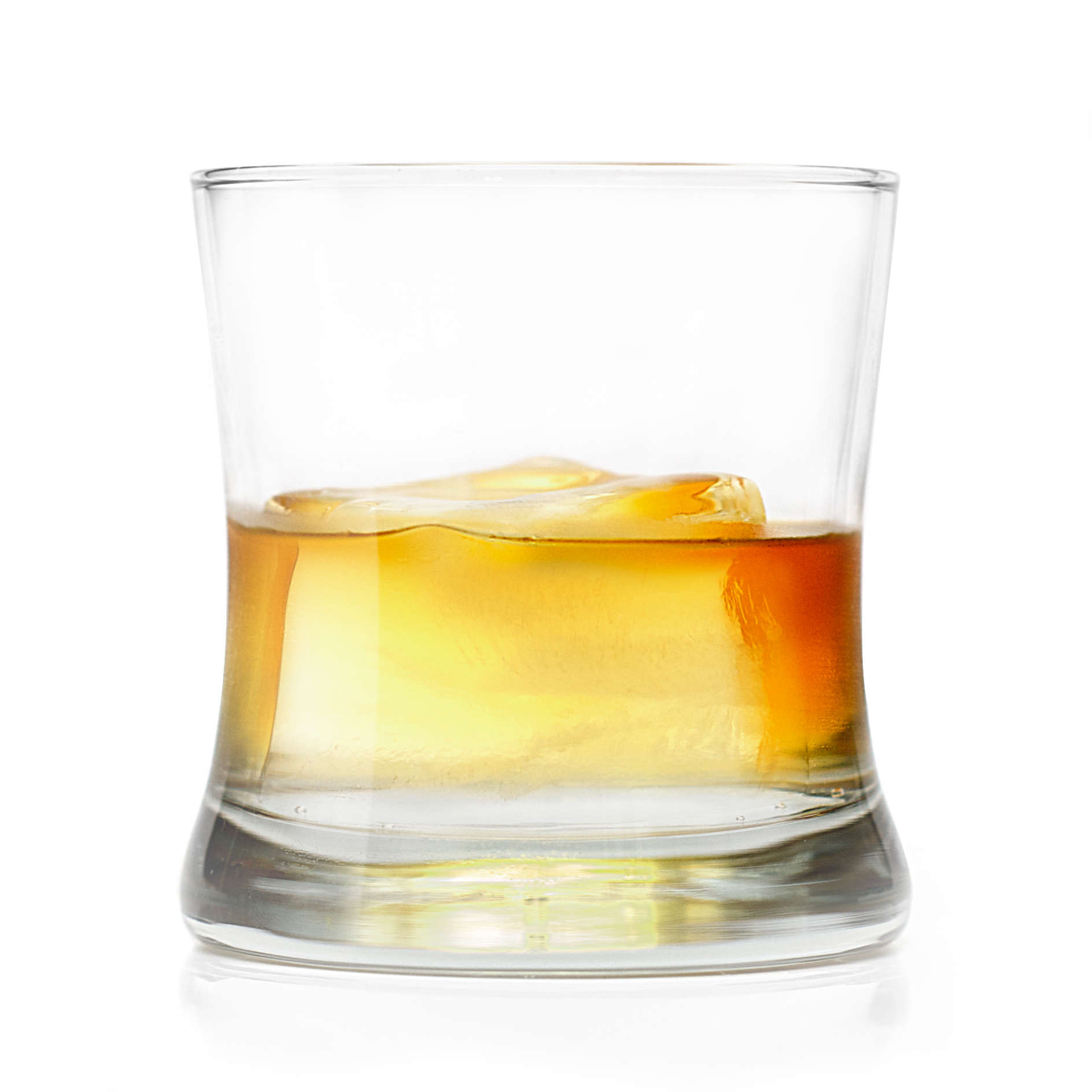
Un tumbler basso, detto anche Old Fashioned

Il tumbler è un tipo di bicchiere usato principalmente nella preparazione e nel servizio di cocktail.

## Descrizione
È di forma cilindrica o tronco-conica leggermente svasata, con le pareti di spessore quasi uniforme, solo leggermente più spesse verso il fondo. Il fondo del bicchiere è alto e pesante: il diametro del cilindro è in genere di circa 60 millimetri, ma l'altezza può variare da 50 a 180 mm a seconda del tipo di bicchiere. Il fondo può essere spesso anche fino a due centimetri.
Esistono tre tipi di tumbler: basso, medio e alto. Il tumbler basso è usato per acqua e liquori on the rocks, cioè con ghiaccio; il tumbler medio è usato per distillati e liquori senza ghiaccio; infine il tumbler alto è utilizzato per bevande a base di latte o di frutta e ghiaccio. 
La solidità e la consistenza di questo bicchiere lo rendono particolarmente adatto ai cocktail dove vi è uso di ghiaccio o frutta.

### Cocktail affini
Tra i cocktail classici che prevedono l'uso del tumbler basso (detto anche Old fashioned) vi sono l'Americano, il Negroni, il Jack e Menta, il Black magic, il Godfather. In genere sono cocktail ad alta gradazione alcolica e dal sapore intenso, serviti on the rocks con cubetti di ghiaccio.
Mojito, Bloody Mary, Tom Collins, Garibaldi, Bull Shot e Brandy Egg Nog invece prevedono l'uso del tumbler alto (detto più precisamente highball). Questo tipo di bicchiere è più spesso usato per i long drink e i cocktail con frutta, poiché l'alta capacità del bicchiere permette alla frutta di essere immersa nel liquore.

## Old fashioned

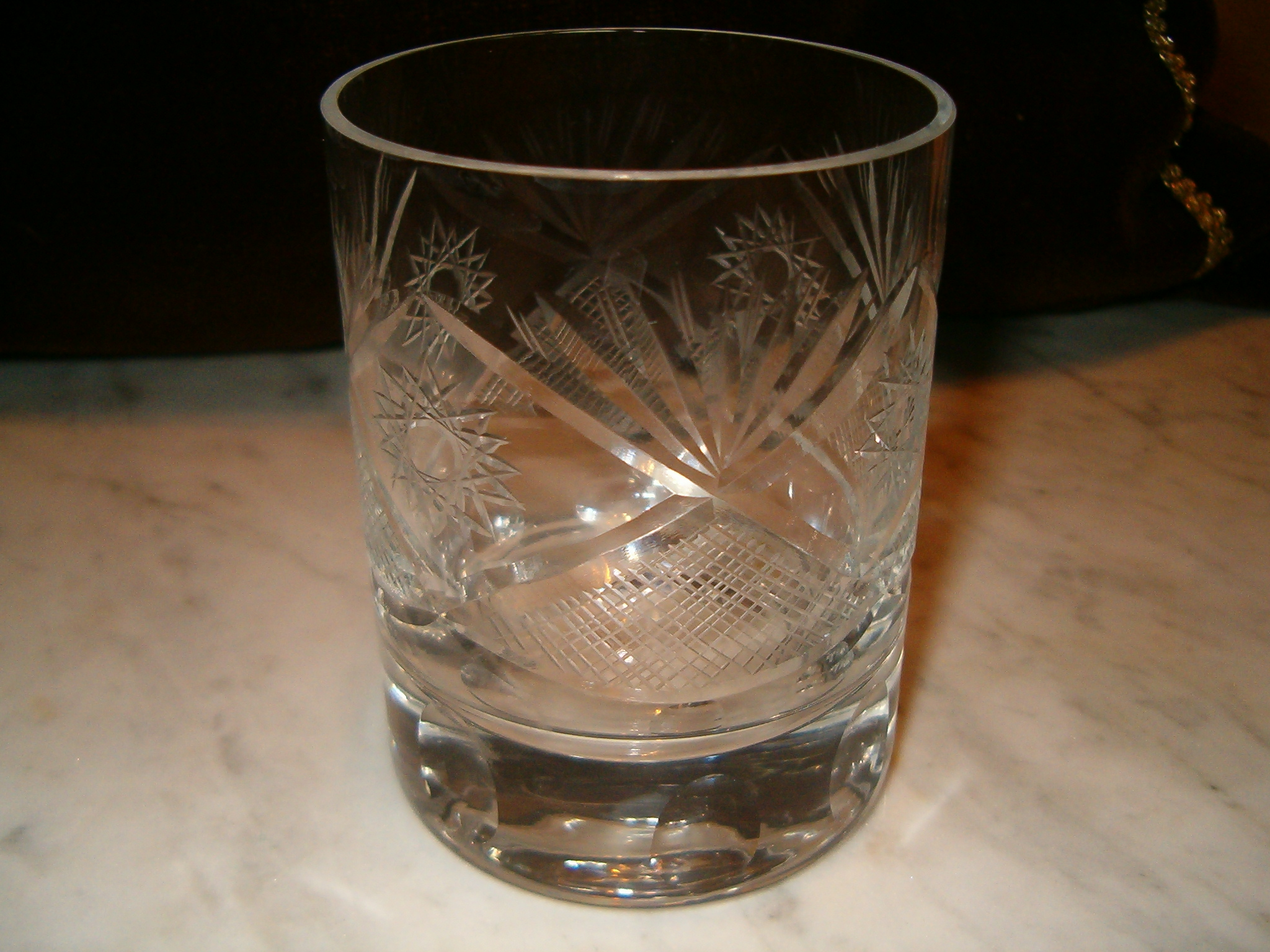
Un bicchiere Old fashioned

L'Old fashioned, conosciuto anche con i termini anglofoni rocks e lowball, è un bicchiere di tipo tumbler basso utilizzato per servire liquori "on the rocks" (versati su cubetti di ghiaccio) o cocktail con pochi ingredienti.
In genere un bicchiere da Old Fashioned contiene dalle 6 alle 10 once liquide (cioè dai 18 ai 30 cl), mentre un doppio Old Fashioned glass ne contiene dalle 12 alle 16 (cioè dai 35 ai 44 cl). L'American Old Fashioned ed il rocks possono contenere da 22 a 34 centilitri e sono utilizzati per servire diversi liquori quali whisky e rum.